# Tsiombe (Distrikt)
Der Distrikt Tsiombe oder Distrikt Tsihombe ist eine Verwaltungseinheit in der Region Androy im Süden von Madagaskar. Im Jahre 2018 hatte sie der Volkszählung zufolge  149.700 Einwohner, davon 70.573 Männer und 70.127 Frauen. Die gesamte Bevölkerung des Distrikts wird als Landbevölkerung eingestuft. Tsiombe verwaltet ein Gebiet von 2529 Quadratkilometern, auf dem die folgenden Gemeinden liegen: Anjapaly, Antaritarika, Betanty, Imongy, Marovato, Nicoly und Tsiombe.